# William Branwhite Clarke

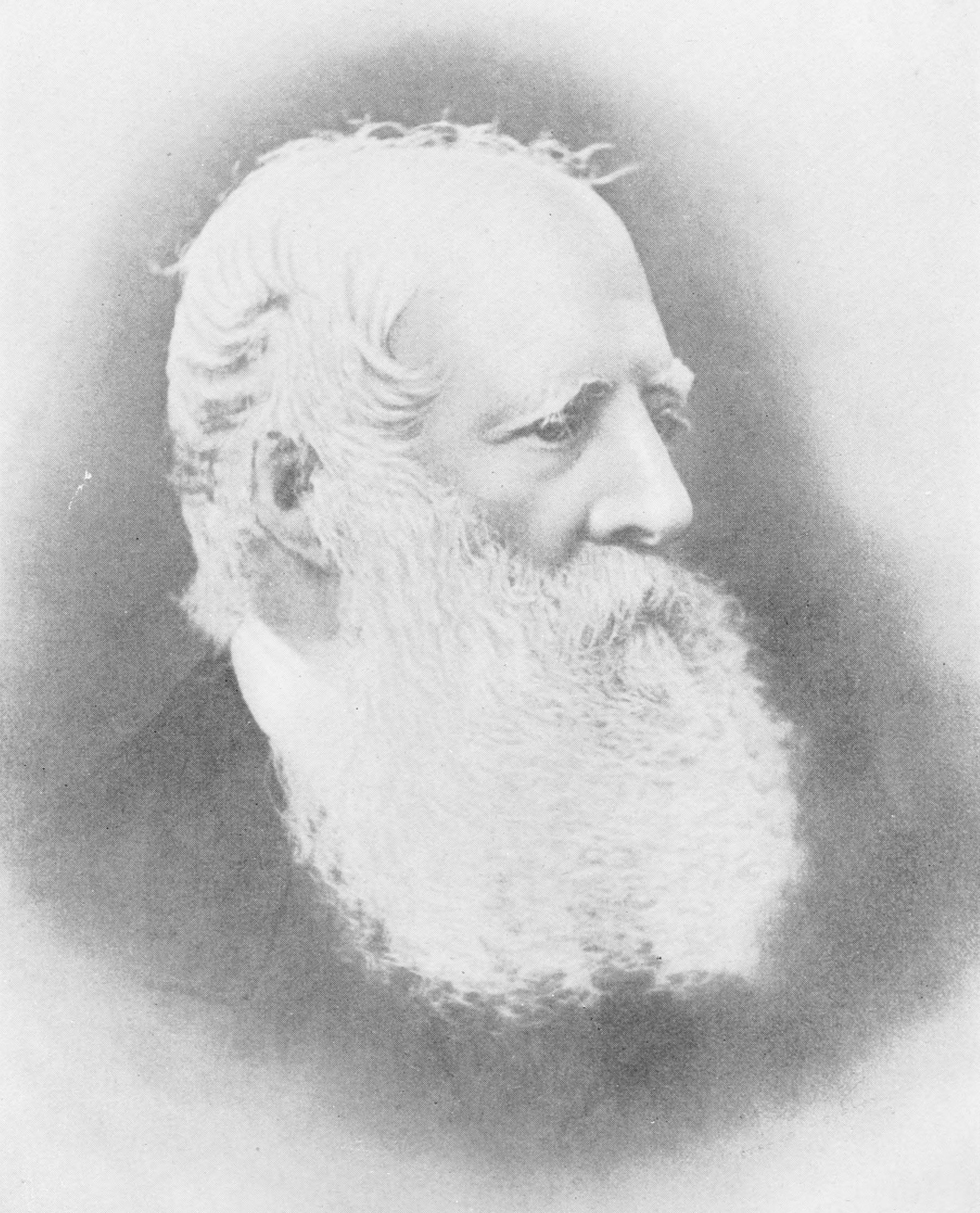
William Branwhite Clarke

William Branwhite Clarke (* 2. Juni 1798 in East Bergholt, Suffolk; † 16. Juni 1878 bei Sydney) war ein britisch-australischer Geistlicher, Geologe und Paläontologe. Er gilt als Vater der Geologie in Australien.

## Leben
Clarke war der Sohn eines Schuldirektors, war auf der Dedham Grammar School und studierte Theologie in Cambridge (Jesus College ab 1817) mit dem Bachelor-Abschluss 1821 und dem Magister artium 1824. Ab 1821 war er zunächst Kurat in Ramsholt und dann in anderen Positionen der anglikanischen Kirche in Suffolk, interessierte sich aber seit er Vorlesungen bei Adam Sedgwick gehört hatte für Geologie und veröffentlichte über die Geologie von Suffolk und den Südosten von Dorset, wo er ab 1833 lebte (er war einer der Kaplane des Bischofs von Salisbury). Nachdem er 1839 schwer erkrankte fuhr er des besseren Klimas wegen nach New South Wales in Australien und entschied sich später endgültig dort zu bleiben. Hauptberuflich war er auch hier zunächst Schulleiter und Pfarrer beginnend in Parramatta, dann in Campbelltown (New South Wales) und Willoughby (Sydney), befasste sich aber daneben mit Geologie, teilweise auch im Auftrag der Regierung. 1870 zog er sich aus seinen kirchlichen Ämtern zurück.
1841 war er einer derjenigen, die in New South Wales Gold fanden. Er fand es nicht wie einige Vorgänger in Flüssen, sondern in einer Quarzader westlich der Blue Mountains, wurde aber vom Gouverneur dazu angehalten, den Fund geheim zu halten, da man einen Goldrausch befürchtete, der erst in den 1850er Jahren begann. 1849 war er der Erste, der Zinn in Australien entdeckte und 1859 gab er die Entdeckung von Diamanten bekannt. Er bestimmte das Alter der Kohlevorkommen in New South Wales und fand als Erster Gesteine (und Fossilien) aus dem Silur in Australien. 1869 fand er Reste eines Moas (Dinornis) in Queensland. Neben rund 200 wissenschaftlichen Arbeiten veröffentlichte er auch Gedichtbände und Predigten.
1866 bis 1878 war er Vizepräsident der Royal Society of New South Wales (die ihm zu Ehren seit 1878 die Clarke Medal vergibt) und er war Trustee des Australian Museum. 1876 wurde er Fellow der Royal Society und 1877 erhielt er die Murchison-Medaille.
Nach seinem Tod erwarb der Staat New South Wales seine umfangreiche Bibliothek und Fossiliensammlung für 7000 Pfund.

## Schriften
- On the Geological Structure and Phenomena of Suffolk. In: Trans. Geol. Soc., London 1837
- Researches in the Southern Gold Fields of New South Wales. 1860
- Remarks on the Sedimentary Formations of New South Wales. 4. Auflage. 1878